# Енріке Лопес Сарса
Енріке Лопес Сарса (ісп. Enrique López Zarza, нар. 25 жовтня 1957) — мексиканський футболіст, що грав на позиції півзахисника. По завершенні ігрової кар'єри — тренер.
Виступав, зокрема, за клуб «УНАМ Пумас», з яким став дворазовим володарем Кубка чемпіонів КОНКАКАФ, а також національну збірну Мексики.

## Клубна кар'єра
Вихованець клубу «УНАМ Пумас». В мексиканській Прімері дебютував 15 лютого 1976 року в грі проти «Атланте» (2:2), і цей матч так і залишився у тому розіграші. У наступному сезоні 1976/77 він зі своєю командою виграв чемпіонат Мексики, але тоді не зіграв жодного матчу чемпіонату. Головним гравцем він став лише в наступному розіграші, після того, як до команду очолив югославський тренер Бора Милутинович.
У 1980 році він виграв із командою найпрестижніше змагання на континенті — Кубок чемпіонів КОНКАКАФ та Міжамериканський кубок, будучи ключовим гравцем, а у наступному сезоні 1980/81 він виграв другий у свої кар'єрі чемпіонат Мексики, а в 1982 році знову виграв зі своєю командою Кубок чемпіонів КОНКАКАФ. Загалом у рідні команді Енріке провів вісім сезонів, взявши участь у 186 матчах чемпіонату.
Згодом з 1983 по 1991 рік грав у складі команд «Пуебла», «Атланте» та «Кобрас де Сьюдад-Хуарес», а завершив ігрову кар'єру у команді «Леон», за яку виступав протягом 1992—1993 років.

## Виступи за збірну
У 1977 році Лопес Сарса був включений тренером Орасіо Касаріном до заявки збірної Мексики U-20 на молодіжний чемпіонаті світу в Тунісі. Там Енріке був ключовим гравцем своєї команди і зіграв у всіх п'яти матчах з першої хвилини, а мексиканці показали найкращий результат у своїй історії, дійшовши до фіналу турніру і ставши таким чином віце-чемпіонами світу.
15 лютого 1978 року дебютував в офіційних матчах у складі національної збірної Мексики в товариському матчі проти Сальвадору (5:1).
У складі збірної був учасником чемпіонату світу 1978 року в Аргентині, де, однак, був дублером своєї команди і зіграв лише у матчі проти ФРН (0:6), а його команда не подолала груповий етап.
Загалом протягом кар'єри у національній команді, яка тривала 7 років, провів у її формі 23 матчі.

## Кар'єра тренера
Після завершення футбольної кар'єри Лопес Сарса став тренером, спочатку працюючи з молодіжними складами рідного клубу «УНАМ Пумас», а потім був асистентом головного тренера. У жовтні 1997 року він замінив Луїса Флореса на посаді тренера першої команди і керував командою протягом наступних кількох місяців, здобувши сім перемог, три нічиї та одинадцять поразок у 21 матчі. Він був звільнений наприкінці сезону Верано 1998 після п'яти поразки поспіль.
Відразу після цього він підписав контракт з «Венадосом» з другого дивізіону, з яким посів перше місце в осінній фазі Інв'єрно 1998, однак це не призвело до підвищення до вищого дивізіону через поразку у вирішальному поєдинку проти «Уніона де Куртідорес» через півроку. Пізніше він працював помічником тренера Карлоса Бракамонтеса у «Леоні» та Луїса Флореса у клубі «Атлетіко Селая». У квітні-травні 2001 року він також тренував «Леон» у чотирьох іграх як головний тренер, здобувши дві перемоги та зазнавши дві поразки.
У 2001 році Лопес Сарса увійшов тренерського штабу Рауля Аріаса у клубі «Некакса». Через чотири роки, після того як Аріас залишив команду, Лопес Сарса сам став головним тренером клубу, займаючи посаду до вересня 2006 року.
Навесні 2007 року він співпрацював з уругвайським тренером Анібалом Руїсом у «Веракрусі», а у січні 2010 року очолив резервну команду УНАМ, «Пумас Морелос». Він керував нею протягом наступних двох з половиною років і багатьом його гравцям того складу пізніше вдалося стати лідерами першої команди, наприклад, Хав'єр Кортес, Давід Кабрера, Карлос Оррантія та Альфонсо Луна.
На початку 2013 року він став тренером клубу третього дивізіону «Бальєнас Галеана» з міста Куернавака, з яким вже в першому сезоні Клаусура-2013 тріумфував у дивізіоні і вийшов до другого дивізіону.
2014 року знову входив до тренерського штабу клубу «УНАМ Пумас», після чого був головним тренером клубів «Селая» та «Тепатітлан».
Наразі останнім місцем тренерської роботи був клуб «Веракрус», головним тренером команди якого Енріке Лопес Сарса недовго був протягом 2019 року.

## Титули і досягнення
- Чемпіон Мексики (2):

«УНАМ Пумас»: 1976/77, 1980/81
- Володар Міжамериканського кубка (1):

«УНАМ Пумас»: 1981
- Володар Кубка чемпіонів КОНКАКАФ (2):

«УНАМ Пумас»: 1980, 1982